# فرودگاه بین‌المللی ژنو
فرودگاه بین‌المللی ژنو (به انگلیسی: Geneva International Airport) (به زبان بومی: Aéroport international de Genève) یک فرودگاه همگانی مسافربری با کد یاتا GVA است که یک باند فرود بتن دارد و طول باند آن ۳۹۰۰ متر است. این فرودگاه در شهر ژنو کشور سوئیس قرار دارد .

## شرکت‌های هواپیمایی و مقصدهای پروازی

### مسافری
The following airlines offer regular scheduled and charter flights at Geneva Airport:
| شرکت‌های هواپیمایی                                          | مقصدهای پروازی |
| ---------------------------------------------------------- | --- |
| ایجین ایرلاینز                                             | آتن فصلی: هراکلین، رود |
| ایر لینگاس                                                 | دوبلین چارتر فصلی: گاتویک |
| آئروفلوت                                                   | شرمتیوو |
| هواپیمایی الجزایر                                          | هواری بومدین |
| ایربالتیک                                                  | ریگا |
| ایر کانادا                                                 | مونترآل-پییر الیوت ترودو، پیرسون تورنتو |
| ایر چاینا                                                  | پکن |
| ایر فرانس                                                  | شارل دوگل پاریس |
| ایر فرانس اجرا توسط هاپ!                                   | فصلی: بیاریتس – انگلت – بییون |
| ایر مالتا                                                  | مالت |
| ایر موریشوس                                                | فصلی: سر سیوساگور رامگولام (برقراری مجدد از ۱۸ نوامبر ۲۰۱۷) |
| ایر مولداوا                                                | کیشیناو (آغاز از ۱۵ دسامبر ۲۰۱۷) |
| آلیتالیا                                                   | لئوناردو دا وینچی-فیومیچینو |
| آلیتالیا اجرا توسط آلیتالیا سیتی‌لاینر                      | لئوناردو دا وینچی-فیومیچینو |
| آسترین ایرلاینز                                            | وین |
| بلاویا                                                     | مینسک |
| بریتیش ایرویز                                              | هیترو لندن فصلی: گاتویک |
| بریتیش ایرویز اجرا توسط بی‌ای سیتی‌فلایر                     | لندن سی‌تی فصلی: استانستد لندن چارتر فصلی: ادینبرو |
| بروکسل ایرلاینز                                            | بروکسل |
| ایزی‌جت                                                     | اسخیپول آمستردام، بارسلونا-ال پرات، برلین شونفلد، بریستول، ادینبرو، هامبورگ، لیسبون پورتلا، جان لنون لیورپول، گاتویک، لوتن لندن، منچستر، ناپل، نیوکاسل، پالما د مایورکا، اورلی، فرنسیسکو جسا کارنئیرو، تولوز-بلانیاک، ونیز مارکو پولو فصلی: بلفاست، بیرمنگام، گلاسگو، جنوبی لندن، استانستد لندن |
| easyJet Switzerland                                        | آلیکانته-الچه، اسخیپول آمستردام، بارسلونا-ال پرات، بلگراد نیکولا تسلا، برلین شونفلد، بوردو–مریگناک، بریندیسی، بروکسل، بوداپست فرنک لیست، کاتانیا-فونتاناروسا، کپنهاگ، جان پل دوم کراکوف-بالیس, لیل، لیسبون پورتلا، گاتویک، مادرید-باراخاس، مالاگا، مراکش-منارا، مارسی پروانس، مونیخ، نانت آتلانتیک، ناپل، نیوکاسل، نیس کوت دازور، پالرمو، پالما د مایورکا، اورلی، فرنسیسکو جسا کارنئیرو، پریشتینا، لئوناردو دا وینچی-فیومیچینو، سانتیاگو د کمپوستلا، سن پابلو، استکهلم-آرلاندا، بن گوریون، تنریف جنوبی، تولوز-بلانیاک، ونیز مارکو پولو، وین فصلی: آبردین، آیاتچو – ناپلئون بنوپارت، فرتیلیا، آستوریاس، آتن، باستیا – پورتا، بیلبائو، بیرمنگام، بورنموث، کگلیاری-الماس، کلوی–سینت-کاترین, دوبروونیک، فارو، فیگاری ساد-کورسه، فوئرته‌ونتورا، گرن کناریا (آغاز از ۲ نوامبر ۲۰۱۷), هراکلین، غردقه، ایبیزا، لا روشل – ایل دو ر، مالت، منورکا، ملی جزیره میکناس، اولبیا - کاستا اسمرالدا، گالیله، کفلاویک، ملی سادورینی، ساوت‌همپتون (آغاز از ۱۴ دسامبر ۲۰۱۷), اسپلیت، تیوات |
| هواپیمایی مصر                                              | قاهره |
| ال عال                                                     | بن گوریون |
| هواپیمایی امارات                                           | دوبی |
| هواپیمایی اتحاد                                            | ابوظبی |
| یورو وینگز                                                 | دوسلدورف |
| یورو وینگز                                                 | مونیخ |
| فن‌ایر                                                      | هلسینکی |
| فلای‌بی                                                     | فصلی: کاردیف، دونکاستر شفیلد رابین‌هود، اکستر، جزیره من، جرزی، ساوت‌همپتون چارتر فصلی: ادینبرو، منچستر |
| ایبریا ایرلاین                                             | مادرید-باراخاس |
| ایسلندایر                                                  | فصلی: کفلاویک |
| جت۲.کام                                                    | فصلی: بلفاست، بیرمنگام (آغاز از ۱۶ دسامبر ۲۰۱۷), ایست میدلند، ادینبرو، گلاسگو، لیدز برادفورد، استانستد لندن (آغاز از ۲۲ دسامبر ۲۰۱۷), منچستر |
| کاال‌ام                                                     | اسخیپول آمستردام |
| کاال‌ام اجرا توسط کی‌ال‌ام سیتی‌هاپر                           | اسخیپول آمستردام |
| کویت ایرویز                                                | کویت |
| لوت پولیش ایرلاینز                                         | شوپن ورشو |
| لوفت‌هانزا رجینال اجرا توسط لوفت‌هانزا سیتی‌لاین              | فرانکفورت، مونیخ |
| لوکزایر                                                    | لوگزامبورگ - فیندل |
| هواپیمایی خاورمیانه                                        | رفیق حریری بیروت |
| نوردیکا اجرا توسط لوت پولیش ایرلاینز                       | چارتر فصلی: لنارت مری تالین |
| نروجین ایر شاتل                                            | گاردرموئن اسلو فصلی: کپنهاگ، استکهلم-آرلاندا |
| پگاسوس ایرلاینز                                            | آنتالیا، صبیحه گوکچن |
| هواپیمایی قطر                                              | حمد |
| هواپیمایی پادشاهی مراکش                                    | محمد پنجم، مراکش-منارا |
| الملکیه الاردنیه                                           | ملکه علیا |
| هواپیمایی سعودی                                            | ملک عبدالعزیز، ملک خالد فصلی: شاهزاده محمد بن عبدالعزیز |
| هواپیمایی اسکاندیناوی                                      | کپنهاگ، استکهلم-آرلاندا |
| Small Planet Airlines                                      | فصلی: ویلنیوس |
| سوئیس اینترنشنال ایرلاینز                                  | آتن، بارسلونا-ال پرات، لیسبون پورتلا، هیترو لندن، مادرید-باراخاس، مالاگا، مراکش-منارا، دوموده‌دوو، جان اف کندی، نیس کوت دازور، پالما د مایورکا، پراگ رازیون، پریشتینا، زوریخ فصلی: آیاتچو – ناپلئون بنوپارت، کاتانیا-فونتاناروسا، کورفو، هراکلین، گاتویک، اولبیا - کاستا اسمرالدا، سالونیک، زاکینثوس |
| سوئیس اینترنشنال ایرلاینز اجرا توسط Helvetic Airways       | پره‌تولا، لندن سی‌تی، والنسیا |
| سوئیس اینترنشنال ایرلاینز اجرا توسط سوئیس گلوبال ایر لاینز | دوبلین، لندن سی‌تی، فرنسیسکو جسا کارنئیرو فصلی: بیاریتس – انگلت – بییون، لامتزیا ترمه |
| سوئیس اینترنشنال ایرلاینز اجرا توسط بروکسل ایرلاینز        | فصلی: کلوی–سینت-کاترین |
| تاپ پرتغال                                                 | لیسبون پورتلا، فرنسیسکو جسا کارنئیرو |
| تاروم                                                      | فصلی: هنری کواندا |
| Thomas Cook Airlines                                       | فصلی: منچستر |
| Thomson Airways                                            | چارتر فصلی: بیرمنگام، بریستول، ادینبرو، گلاسگو، گاتویک، استانستد لندن، منچستر، نیوکاسل |
| ترانساویا.کام                                              | فصلی: روتردام دی‌هیگ |
| تونس ایر                                                   | تونس قرطاج فصلی: دیربا–زارزیس، منستیر – حبیب بورقیبه |
| ترکیش ایرلاینز                                             | آتاترک |
| هواپیمایی بین‌المللی اوکراین                                | بوریسپیل |
| یونایتد ایرلاینز                                           | لیبرتی نیوآرک، دالس واشینگتن |
| ویولینگ                                                    | بارسلونا-ال پرات، گرن کناریا، لئوناردو دا وینچی-فیومیچینو |
| ویز ایر                                                    | هنری کواندا، صوفیه |

### باری
| شرکت‌های هواپیمایی                               | مقصدهای پروازی                    |
| ----------------------------------------------- | --------------------------------- |
| ASL Airlines Belgium                            | بازل-مولوز-فرایبورگ اروپا، لیژ    |
| دی‌اچ‌ال اوییشن                                   | بروکسل، لایپزیگ/هال               |
| یوپی‌اس ایرلاینز اجرا توسط ای‌اس‌ال ایرلاینز سوئیس | بازل-مولوز-فرایبورگ اروپا، کلن بن |